# Brodat

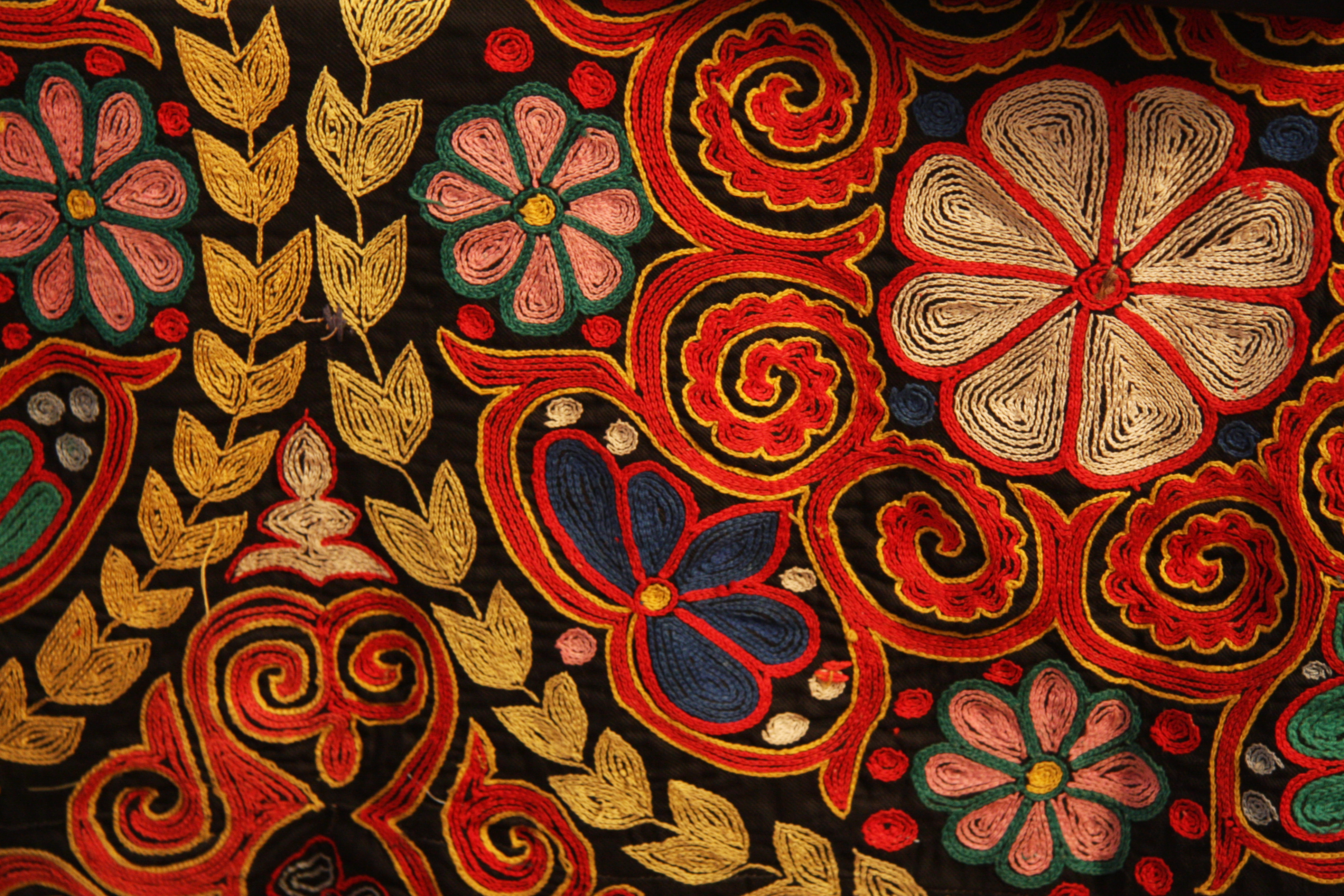
Brodat (catifa o tapís kazakh)

Un brodat és un ornament de fil realitzat amb passades d'agulla, generalment damunt d'un teixit i, també, de vegades damunt de paper. Fins no fa massa, era habitual brodar a la roba del llit el nom o les inicials de la muller recentment casada. Actualment, s'hi troben sovint moltes peces de vestir decorades amb noms o dibuixos brodats artesanalment o fets per la indústria del tèxtil.
El brodat, d'altra banda, també designa la unió del color blanc i d'un altre color qualsevol al pelatge d'alguns animals com els gossos, els cavalls o les vaques. Sembla que la vistositat cromàtica del pèl d'alguns d'aquests animals ha provocat una analogia amb els ornaments de fil (que solen tenir-ne de distints colors).
Un dels màxims representants catalans del brodat fou Antoni Sadurní, autor del brodat existent a la Capella de Sant Jordi del Palau de la Generalitat de Catalunya.
A Mallorca, els brodadors estaven organitzats en un col·legi professional, que era compartit amb els pintors. Va ser fundat el 1511, i elegiren per patró la Mare de Déu de la Grada, que es venerava a la Catedral. El 1578, el col·legi es refundà amb la incorporació dels escultors, i el 1602, els pintors s'escindiren en un nou col·legi. Tanmateix, el col·legi de la Mare de Déu de la Grada, i els brodadors no tornaren a tenir cap col·legi propi.